# Șuștiu, Bihor
Șuștiu este un sat în comuna Lunca din județul Bihor, Crișana, România.

## Istoric
Satul este atestat documentar din anul 1588 (Közebsusdh ?). La data atestării satul făcea parte din cele 72 de sate din Voyvoda de Biviniș sau Belenyș, azi Beiuș. 
Ocupația locuitorilor era agricultura, pomăritul și păstoritul. Dovadă în acest sens a fost existența în sat a cinci mori pe apă, a dezvoltării pășunilor pe dealul „hanc” prin defrișarea acestuia și a plantării pomilor și a viței de vie din zona „săliște”. Aceasta a fost activitatea economică de bază atît în perioada antebelică, cît și interbelică. Localitatea cunoaște o dezvoltare economică foarte rapidă imediat după al doilea război mondial mai precis între anii 1950-1985 cînd la Băița-Bihor s-au deschis minele de polimetale și uraniu, la Ștei fabricile industriale, iar la Vașcău prelucrarea marmurei. În această perioadă s-au făcut o serie de modernizări la nivel de localitate aportul principal fiind al cetățenilor prin contribuții bănești și muncă în folosul comunității. Dintre realizări amintim cîteva: construcția celor două poduri-1962-1963, podul peste Crișul Văratec,1983-1984, podul peste Crișul Negru, asfaltarea localității 1973-1974, introducerea apei potabile 1982-1983, introducerea telefoniei 1984-1985, dezvoltarea transportului urban pe ruta Ștei-Șuștiu-Briheni.

## Geografie
Satul Șuștiu este situat la polele vîrfului Osoiul mic din piemontul estic al masivului Codru-Moma care este situat între afluentul Boiu al Crișului Negru, valea Colești, valea Briheni și Crișul Văratec afluent al Crișului Negru. Localitatea se desfășoară între cursurile de apă ale Crișului Negru și afluentului său Crișului Văratec precum și în lungul acestuia pînă aproape de confluența acestora. Satul este traversat de DC 243, care se racordează în partea de est la DN 76(E79).
Obiective turistice: valea Crișului Văratec cu văile adiacente Briheni și Colești; stațiunea Moneasa pe drumul de legătură aflat în curs de modernizare; platoul Vașcâului pe trseul Colești-Cîmp sat-Cîmp moți cu auto, iar traseul Briheni-platou la pas; panorama „hanc”; valea Șuștului, casa meșterului popular Suciu Nicolae, unicat mondial (camerele casei fiind mobilate cu un mobilier aparte) fiind denumită „casa oaselor”.
Clima este specifică zonei, adică temperat continentală cu ușoare influențe mediteraneene venite din partea de sud-vest.

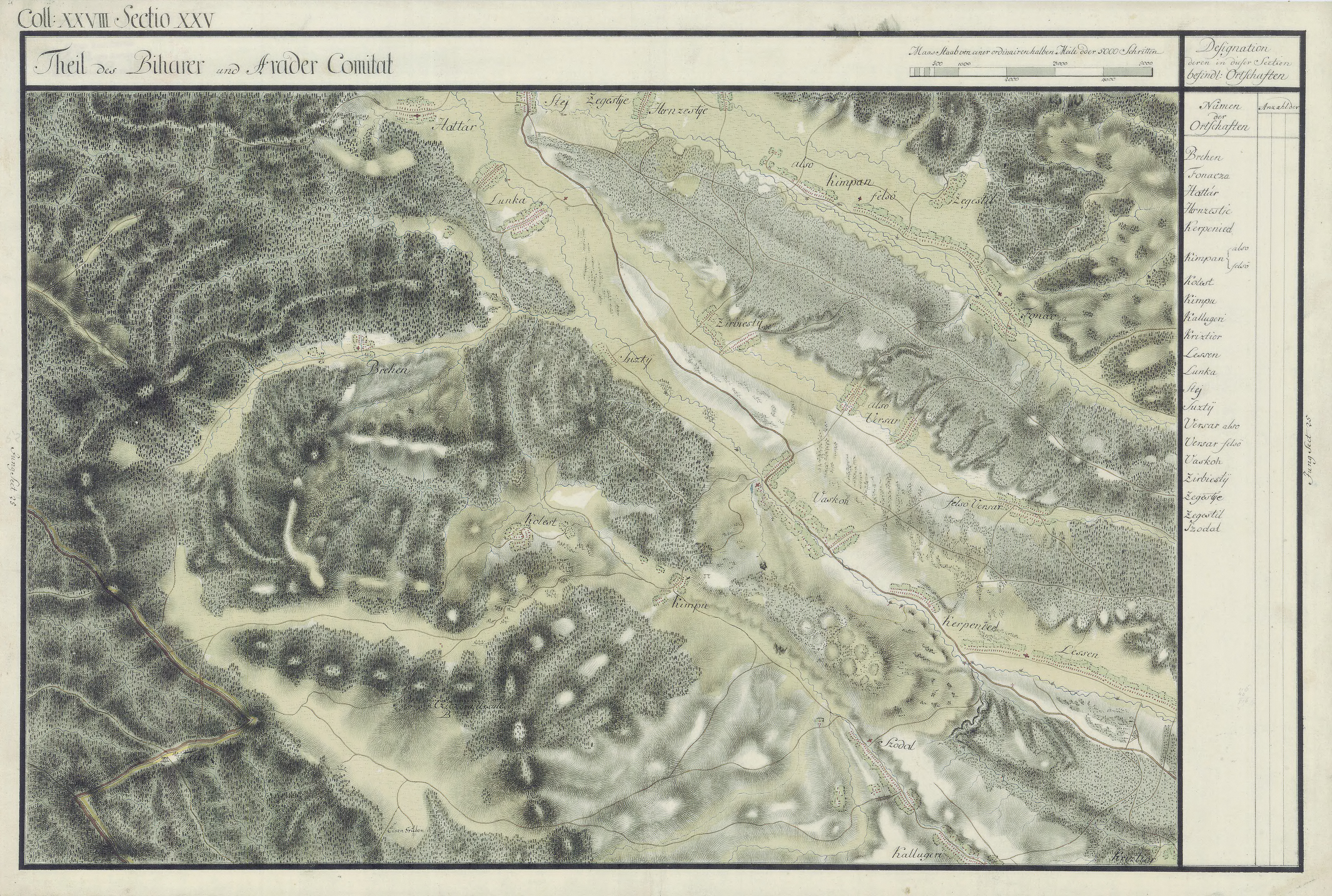
Șuștiu în Harta Iozefină a Comitatului Bihor, 1782-85